# اونا، اوکیناوا
اونا، اوکیناوا (به لاتین: Onna, Okinawa) یک منطقهٔ مسکونی در ژاپن است که در استان اوکیناوا واقع شده‌است. اونا  ۱۰٬۴۴۳ نفر جمعیت دارد.